# Danisco

Daniscos logotyp.

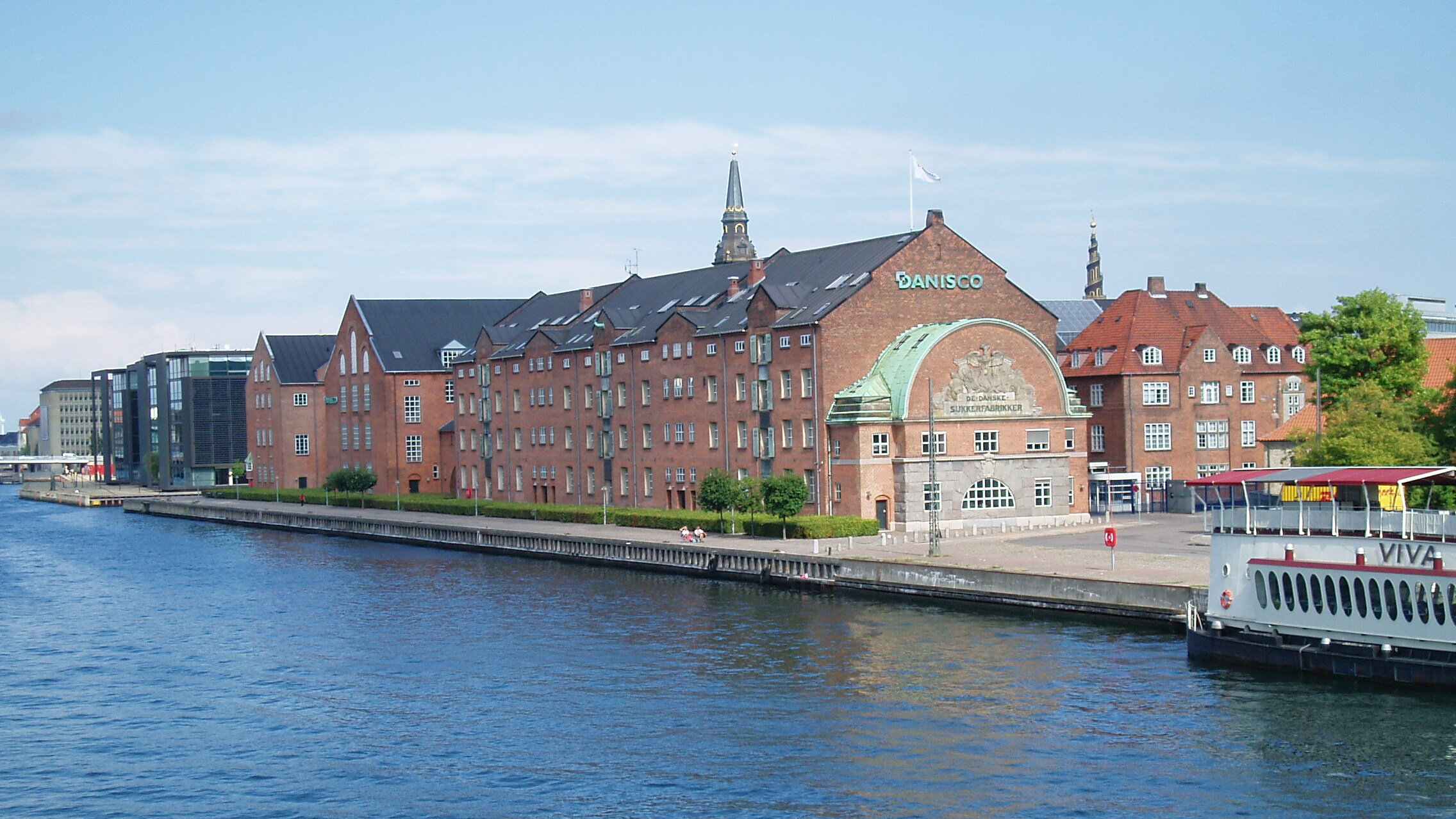
Huvudkontoret i Köpenhamn.

Danisco A/S är ett danskt företag främst känt för sin sockertillverkning. Företaget tillverkar även livsmedelstillsatser, bland annat enzymer och antioxidanter. Företaget startades av Carl Frederik Tietgen som De Danske Sukkerfabrikker 1872, genom en sammanslagning av två sockerraffinaderier. Namnet Danisco tillkom 1934 då Dansk Handels- och Industri-Compagni bildades. 1992 tog Danisco över den svenska sockerindustrin, då resterna av Svenska Sockerfabriks AB köptes från Cardo AB. År 2008 var företaget en av världens största producenter av ingredienser i mat och dryck. Det hade då 10 600 anställda i 45 länder. År 2011 förvärvade DuPont Danisco.
Före DuPonts övertagande av Danisco såldes De Danske Spritfabrikker 1999 till Vin & Sprit och 2008 styckade man av sockerverksamheten (Danisco Sugar) och sålde denna till tyska Nordzucker. Före detta Danisco Sugar heter numera Nordic Sugar, men Nordic Sugar fortsätter att använda varumärket Dansukker.